# Сарнано
Сарнано (італ. Sarnano) — муніципалітет в Італії, у регіоні Марке,  провінція Мачерата.
Сарнано розташоване на відстані близько 145 км на північний схід від Рима, 70 км на південь від Анкони, 32 км на південь від Мачерати.
Населення — 3300 осіб (2014).
Покровителька — Богородиця Небовзята.

## Демографія
Населення за роками:

Станом на 1 січня 2023 року в муніципалітеті офіційно проживали 333 іноземці з 36 країн, серед них 120 громадян країн Євросоюзу та 13 громадян України.

## Сусідні муніципалітети
- Аккуаканіна
- Амандола
- Болоньйола
- Ф'ястра
- Гуальдо
- Монтефортіно
- Сан-Джинезіо